# آمي دولينز
آمي دولينز (بالإنجليزية: Ami Dolenz)‏ هي منتجة أفلام وممثلة أمريكية، ولدت في 8 يناير 1969 في الولايات المتحدة.

## وصلات خارجية
- آمي دولينز على موقع IMDb (الإنجليزية)
- آمي دولينز على موقع ألو سيني (الفرنسية)
- آمي دولينز على موقع أول موفي (الإنجليزية)
- آمي دولينز على موقع قاعدة بيانات الأفلام السويدية (السويدية)
- آمي دولينز على موقع إن إن دي بي (الإنجليزية)
- آمي دولينز على موقع قاعدة بيانات الفيلم (الإنجليزية)
- آمي دولينز على موقع كينوبويسك (الروسية)